# Шимкевич Федір Спиридонович
Фе́дір Спиридо́нович Шимке́вич (16 лютого (28 лютого) 1802, Могильов, нині Білорусь — 3 квітня (15 квітня) 1843, Санкт-Петербург) — білоруський, український і російський мовознавець.

## Біографічні дані
Закінчив Воронезьку духовну семінарію та Київську духовну академію Відомства православного сповідання Російської імперії.
Автор «Корнеслова русского языка, сравненного со всеми главными славянскими наречиями и 24 иностранными языками», надрукованого 1842 року. За цю роботу Шимкевича нагородили Демидовською премією. У цій праці, задум якої виник у Києві, — 1 378 статей-гнізд, де в зіставленнях подано понад 740 слів із ремаркою «укр.». Також відомо, що для свого «Корнеслова русского языка» Ф. Шимкевич використав словник, доданий до «Енеїди» Івана Котляревського.
Встановлено, що наявний у ЦДАМЛМ Білорусі (Мінськ) рукопис «Собраніе словъ литовско-русскаго (бѣлорускаго) нарѣчія» (1838—1842), в якому понад 2 400 слів (нерідко з українськими паралелями) належить Шимкевичу. Його ж і «Словарь малороссійскаго нарѣчія, сравеннаго съ другими славянскими нарѣчіями» (інша назва — «Словарь украинскаго нарѣчія», 1834—1842), в якому понад 4 200 слів (зберігається у Бібліотеці РАН, Санкт-Петербург).
Перший вчитель Івана Вернадського.

## Електронні ресурси
- Шимкевич Федір Спиридонович [Архівовано 7 березня 2006 у Wayback Machine.](рос.)